# بطولة العالم للشطرنج 2023
كانت بطولة العالم للشطرنج 2023 عبارة عن مباراة شطرنج بين يان نيبومنياتشي ودينغ لي رين لتحديد بطل العالم الجديد في الشطرنج. أقيمت المباراة في آستانا، كازاخستان، في الفترة من 9 أبريل إلى 30 أبريل 2023، وكانت الأفضل من بين 14 مباراة، بالإضافة إلى مبارايات كسر التعادل. قرر البطل السابق ماغنوس كارلسن عدم الدفاع عن لقبه أمام يان نيبومنياتتشي الفائز في بطولة المرشحين 2022. ونتيجة لذلك، لعب نيبومنياتتشي ضد دينغ لي رين، الذي احتل المركز الثاني في بطولة المرشحين.